# Trenton Capitols (1955-1956)
I Trenton Capitols sono stati una franchigia di pallacanestro della EPBL, con sede a Trenton, nel New Jersey, attivi tra il 1955 e il 1956.
Fallirono durante la stagione 1955-56 e furono rimpiazzati dai New York-Harlem Yankees che terminarono il campionato al loro posto. Il record complessivo delle due squadre fu di 2-14.

## Stagioni
| Stagione | Lega | Denominazione    | V | P  | %    | Piazzamento | Play-off |
| -------- | ---- | ---------------- | - | -- | ---- | ----------- | -------- |
| 1955-56  | EPBL | Trenton Capitols | 2 | 14 | 12,5 | 6º          | -        |